# Renato Kelić
Renato Kelić (Vinkovce, 1991. március 31. –) horvát labdarúgó, jelenleg az Universitatea Craiova játékosa.

## Sikerei, díjai
FC Slovan Liberec:
- Cseh labdarúgó-bajnokság (1): 2011–12
- Cseh labdarúgó-bajnokság harmadik helyezett: 2008–09, 2012–13

Horvát U19-es labdarúgó-válogatott:
- U19-es labdarúgó-Európa-bajnokság elődöntő: 2010

Horvát U20-as labdarúgó-válogatott:
- U20-as labdarúgó-világbajnokság résztvevő: 2011